# Grande Prêmio dos Países Baixos de 1984
Resultados do Grande Prêmio dos Países Baixos de Fórmula 1 realizado em Zandvoort em 26 de agosto de 1984. Décima terceira etapa do campeonato, foi vencido pelo francês Alain Prost, que subiu ao pódio junto a Niki Lauda numa dobradinha da McLaren-TAG/Porsche, com Nigel Mansell em terceiro pela Lotus-Renault.

## Resumo
● Primeiro e penúltimo título da McLaren-TAG/Porsche.

## Classificação

### Treinos oficiais
| Pos.    | N.º | Piloto             | Construtor          | Q1       | Q2       | Grid    |
| ------- | --- | ------------------ | ------------------- | -------- | -------- | ------- |
| 1       | 7   | Alain Prost        | McLaren-TAG/Porsche | 1:14.946 | 1:13.567 | —       |
| 2       | 1   | Nelson Piquet      | Brabham-BMW         | 1:13.872 | 1:13.953 | + 0.305 |
| 3       | 11  | Elio de Angelis    | Lotus-Renault       | 1:14.027 | 1:13.883 | + 0.316 |
| 4       | 16  | Derek Warwick      | Renault             | 1:15.184 | 1:14.405 | + 0.838 |
| 5       | 15  | Patrick Tambay     | Renault             | 1:17.013 | 1:14.566 | + 0.999 |
| 6       | 8   | Niki Lauda         | McLaren-TAG/Porsche | 1:15.556 | 1:14.866 | + 1.299 |
| 7       | 6   | Keke Rosberg       | Williams-Honda      | 1:15.137 | 1:15.117 | + 1.550 |
| 8       | 5   | Jacques Laffite    | Williams-Honda      | 1:16.659 | 1:15.231 | + 1.664 |
| 9       | 27  | Michele Alboreto   | Ferrari             | 1:16.248 | 1:15.264 | + 1.697 |
| 10      | 2   | Teo Fabi           | Brabham-BMW         | 1:16.607 | 1:15.338 | + 1.771 |
| 11      | 18  | Thierry Boutsen    | Arrows-BMW          | 1:16.595 | 1:15.735 | + 2.168 |
| 12      | 12  | Nigel Mansell      | Lotus-Renault       | 1:16.533 | 1:15.811 | + 2.244 |
| 13      | 19  | Ayrton Senna       | Toleman-Hart        | 1:16.951 | 1:15.960 | + 2.393 |
| 14      | 26  | Andrea de Cesaris  | Ligier-Renault      | 1:17.897 | 1:16.070 | + 2.503 |
| 15      | 28  | René Arnoux        | Ferrari             | 1:16.121 | 1:16.200 | + 2.554 |
| 16      | 14  | Manfred Winkelhock | ATS-BMW             | 1:17.760 | 1:16.450 | + 2.883 |
| 17      | 23  | Eddie Cheever      | Alfa Romeo          | 1:16.991 | 1:17.855 | + 3.424 |
| 18      | 22  | Riccardo Patrese   | Alfa Romeo          | 1:17.124 | 1:17.402 | + 3.557 |
| 19      | 17  | Marc Surer         | Arrows-BMW          | 1:17.534 | 1:17.368 | + 3.801 |
| 20      | 25  | François Hesnault  | Ligier-Renault      | 1:18.469 | 1:17.905 | + 4.338 |
| 21      | 24  | Piercarlo Ghinzani | Osella-Alfa Romeo   | 1:22.472 | 1:19.454 | + 5.887 |
| 22      | 10  | Jonathan Palmer    | RAM-Hart            | 1:19.849 | 1:19.598 | + 6.031 |
| 23      | 30  | Jo Gartner         | Osella-Alfa Romeo   | 1:21.655 | 1:20.017 | + 6.450 |
| 24      | 4   | Stefan Bellof      | Tyrrell-Ford        | 1:20.861 | 1:20.092 | + 6.525 |
| 25      | 3   | Stefan Johansson   | Tyrrell-Ford        | 1:20.959 | 1:20.236 | + 6.669 |
| 26      | 9   | Philippe Alliot    | RAM-Hart            | 1:21.387 | 1:20.270 | + 6.703 |
| 27      | 21  | Huub Rothengatter  | Spirit-Hart         | 1:24.771 | 1:21.063 | + 7.496 |
| Fontes: |     |                    |                     |          |          |         |

### Corrida
| Pos.    | Nº | Piloto             | Construtor          | Voltas | Tempo/Diferença      | Grid | Pontos           |
| ------- | -- | ------------------ | ------------------- | ------ | -------------------- | ---- | ---------------- |
| 1       | 7  | Alain Prost        | McLaren-TAG/Porsche | 71     | 1:37:21.468          | 1    | 9                |
| 2       | 8  | Niki Lauda         | McLaren-TAG/Porsche | 71     | + 10.283             | 6    | 6                |
| 3       | 12 | Nigel Mansell      | Lotus-Renault       | 71     | + 1:19.544           | 12   | 4                |
| 4       | 11 | Elio de Angelis    | Lotus-Renault       | 70     | + 1 volta            | 3    | 3                |
| 5       | 2  | Teo Fabi           | Brabham-BMW         | 70     | + 1 volta            | 10   | 2                |
| 6       | 15 | Patrick Tambay     | Renault             | 70     | + 1 volta            | 5    | 1                |
| 7       | 25 | François Hesnault  | Ligier-Renault      | 69     | + 2 voltas           | 20   |                  |
| DSQ     | 3  | Stefan Johansson   | Tyrrell-Ford        | 69     | Desclassificado      | 25   | [ 6 ] [ nota 1 ] |
| DSQ     | 4  | Stefan Bellof      | Tyrrell-Ford        | 69     | Desclassificado      | 24   | [ 6 ] [ nota 1 ] |
| 8       | 6  | Keke Rosberg       | Williams-Honda      | 68     | Pane seca            | 7    |                  |
| 9       | 10 | Jonathan Palmer    | RAM-Hart            | 67     | + 4 voltas           | 22   |                  |
| 10      | 9  | Philippe Alliot    | RAM-Hart            | 67     | + 4 voltas           | 26   |                  |
| 11      | 28 | René Arnoux        | Ferrari             | 66     | Pane elétrica        | 15   |                  |
| 12      | 30 | Jo Gartner         | Osella-Alfa Romeo   | 66     | + 5 voltas           | 23   |                  |
| 13      | 23 | Eddie Cheever      | Alfa Romeo          | 65     | Pane seca            | 17   |                  |
| Ret     | 18 | Thierry Boutsen    | Arrows-BMW          | 59     | Acidente             | 11   |                  |
| Ret     | 21 | Huub Rothengatter  | Spirit-Hart         | 53     | Regulador            | 27   |                  |
| Ret     | 22 | Riccardo Patrese   | Alfa Romeo          | 51     | Motor                | 18   |                  |
| Ret     | 26 | Andrea de Cesaris  | Ligier-Renault      | 31     | Motor                | 14   |                  |
| Ret     | 5  | Jacques Laffite    | Williams-Honda      | 23     | Motor                | 8    |                  |
| Ret     | 16 | Derek Warwick      | Renault             | 23     | Spun Off             | 4    |                  |
| Ret     | 14 | Manfred Winkelhock | ATS-BMW             | 22     | Spun Off             | 16   |                  |
| Ret     | 19 | Ayrton Senna       | Toleman-Hart        | 19     | Motor                | 13   |                  |
| Ret     | 17 | Marc Surer         | Arrows-BMW          | 17     | Roda                 | 19   |                  |
| Ret     | 1  | Nelson Piquet      | Brabham-BMW         | 10     | Pressão do óleo      | 2    |                  |
| Ret     | 24 | Piercarlo Ghinzani | Osella-Alfa Romeo   | 8      | Bomba de combustível | 21   |                  |
| Ret     | 27 | Michele Alboreto   | Ferrari             | 7      | Motor                | 9    |                  |
| Fontes: |    |                    |                     |        |                      |      |                  |

## Tabela do campeonato após a corrida
| Pos.    | Piloto          | Pontos |
| ------- | --------------- | ------ |
| 1       | Niki Lauda      | 54     |
| 2       | Alain Prost     | 52,5   |
| 3       | Elio de Angelis | 29,5   |
| 4       | René Arnoux     | 24,5   |
| 5       | Nelson Piquet   | 24     |
| Fontes: |                 |        |

| Pos.    | Construtor          | Pontos |
| ------- | ------------------- | ------ |
| 1       | McLaren-TAG/Porsche | 106,5  |
| 2       | Lotus-Renault       | 42,5   |
| 3       | Ferrari             | 39,5   |
| 4       | Renault             | 33     |
| 5       | Brabham-BMW         | 32     |
| Fontes: |                     |        |

- Nota: Somente as primeiras cinco posições estão listadas e a campeã mundial de construtores surge grafada em negrito. Entre 1981 e 1990 cada piloto podia computar onze resultados válidos por temporada não havendo descartes no mundial de construtores.